# パンプキン・シザーズ
『パンプキン・シザーズ』（Pumpkin Scissors）は、岩永亮太郎の日本の漫画作品、およびそれを原作としたアニメ作品。2002年より『マガジンGREAT』（講談社）で連載を開始した後、2006年11月号から同社の『月刊少年マガジン』に連載を移籍して連載中。2020年4月号以降約4年間の休載が続いていたが、2024年5月号より再開した（休載理由は告知されていない）。単行本は2024年8月時点で24巻まで刊行されている。
アニメ化がなされ同年10月より2007年3月までUHFアニメとして放送された（全24話）。
共和国との大国間の大規模戦争が停戦を迎えて3年が経つ帝国において、戦争の影響による社会混乱を収めるため組織された部隊、陸軍情報部第3課・通称「パンプキンシザーズ」の活躍を描く作品である。舞台となる世界は架空の物であり20世紀初頭第一次世界大戦前後の技術力を持つが、現実世界では数世代をかけて社会に浸透した各分野の技術革新が一人の天才技術者によってごく短期間に普及した設定になっており、近代的な技術を持ちながらそれを使う人間の意識（特に、外部社会とは隔絶した上級貴族）は中世期の封建社会のままという歪んだ構造となっている（詳細は#帝国概要を参照）。
単行本化の際には、数ページ程度の話「Interval（インターバル）」がいくつか加筆されている。特に最初の1篇は必ずカラーで挿入される。ギャグ調の物もあるが、伏線やストーリーの補完など重要な物も多い。
岩永の談話によれば、根底のモチーフにあるのは『赤い光弾ジリオン』と『あぶない刑事』シリーズではないかと自己分析している。

## あらすじ
帝国は、隣国フロスト共和国と長きにわたる大規模な戦争を行っていたが、「薄氷の条約」とも呼ばれる停戦条約が結ばれ、戦争は終結した。
停戦条約から3年を経て帝国は復興しつつあったが、なおも社会混乱は完全には収まっておらず、難民や兵隊の野盗化などの「戦災」が続いていた。そこで帝国および帝国陸軍は、これら問題を解決する戦災復興の専門部隊として陸軍情報部第3課（後に通称「パンプキン・シザーズ」）の設置を決める。
第3課の実情は形式的な物であったが、彼らは戦災復興に真面目に取り組み、時に戦後の混乱を利用して私腹を肥やしたり、民衆を虐げる権力者たちと対峙する。
物語は、とある村にパンプキン・シザーズとして赴いたアリス・L・マルヴィン少尉と、退役後は悲惨な戦場に倦み疲れて行く宛ても無く各地を放浪していたランデル・オーランド伍長との出会いから始まる。

## 用語
帝国を主に記載する。

### 帝国概要
本作の主な舞台。国家元首として皇帝がいることはわかっているが、作中にて正式な国家名称および政治形態などの説明が無いため詳細は不明。国旗には羽を広げたロック鳥が描かれている。元老院が置かれているが皇帝の独断で停戦条約を結んだような描写から、皇帝の権限はかなり大きいと推測される。また、陸軍のシステム、税務署や郵便制度などの行政システムを見る限り近代的ではあるが、封建制度が残っているのも特徴で領地持ちの貴族も存在する（詳しくは「貴族」の項を参照）。国政を司る貴族は、軍が国政に口を挟もうとしていることを良く思っておらず、純粋な貴族からなる政府と平民もいる軍部の仲は良くない。
国内の状態はフロスト共和国との戦争によって疲弊しており、停戦から3年経った現在、主要都市では復興の兆しが見えているが、依然、地方の経済や治安などは厳しいままとなっており、未帰還兵などの問題も残る。また、一部の権力者や有力者などによる職務や地位を悪用した政治腐敗や不法行為が社会混乱に拍車を掛け（人災）、政治に対する国民の不満や不安定な社会を背景とした過激派による治安問題も大きい。
外交的には西方諸国同盟（ネビュロ）の一角として、その技術力・軍事力を背景に君臨する。隣国フロスト共和国との関係は歴史的にも非常に悪く、先述のように現在は停戦中と言えど、共和国との戦争とその影響が本作のテーマのきっかけとなっている。また、変動する時代において技術力の優位性などが徐々に失われており、「停戦に持ち込めたこと自体が奇跡だ」と言われるくらいに、その国際的地位は揺らいでいる。

#### 貴族
平民とは一線を画す存在で、国家行政を一手に担っている。ただし貴族と一口に言っても、領地を持っている者から安アパート暮らしまで様々。貴族としての義務を果たそうとする者もいれば、地位・特権を利用して悪事を行う者もいる。勢力としては後者が圧倒的多数で、特に悪人とは言えない（「個人」としては善良な）者でも平民は人間ではない（人間は貴族だけの意）という思想に貴族階級全体が染まりきっていてその事に自覚が無い。そのため、ノブレス・オブリージュを果たそうとする者の方が逆に奇異な目で見られる始末。
拝命十三貴族
貴族の中でも、皇室会議に列席を許された貴族。爵位は持たず、他の貴族とは一線を画する。アルファベット一文字で表される字を持つ。
マルヴィン家
「斬り裂きし者」を意味する“L（レイ）”の字を持つ武門の名家。特に先代当主であるアリスの祖父の活躍は目覚しく、国内外問わず隣国ローデリアでも功績を上げ、ローデリアの先王より「高貴なる炎（ノーブル・フランム）」の称号とその名を冠した宝剣、また王自身から剣技「届かざる左の護剣（マン・ゴーシュ）」の手解きを受け、また伝授された。十三貴族内の序列は上から3番目。
ブラムレット家
「芸術」に関する称号“N（ネロ）”の字を持つ。Nの称号を持つ者は何名かいることが明かされており、作中に登場したノーム・N・ブラムレットは、建築芸術を専門とする。

### 帝国陸軍
あくまで本分は帝国における陸軍であるが、情報部は国家公安も兼ねる立場となっているなど権限はかなり大きい。政治面でも国政が武力と直結しており、警察権力は軍部によって抑圧されている。組織体系として完全な縦割りであり、たとえ同一の目的があっても他部署に対して非協力的であったり、時には弱味を握ろうと動いたりしている。
帝国陸軍では戦車を単なる兵器ではなく騎士の代用品と考えており、戦車の乗員（特に車長）は「貴族・貴族の血縁者・貴族から許可された者」しかなれない。また、「平民が団結して貴族を倒す様を連想させる」「戦車が地雷等の安価な兵器で破壊されると貴族の権威が落ちる」との理由で多人数で運用する対戦車砲等の対戦車兵器の開発は公には行われていない。
少尉以上の将校（士官）は基本的に貴族のみで構成されている。戦時中、将校の不足を補うため平民でも士官学校に入学できる「平民採用制度」が施行されていた（ハンクスなどはこの時期に卒業・任官している）が、停戦後に廃止され、その時点で士官学校に在学中だった平民出身者（オレルドやマーチス、ラーン）は将校でも下士官でもない「准尉」という階級に留め置かれている。

#### 情報部
部長：ケルビム中佐 / シューリット補佐官
第1課 - 課長：コネリー少佐 / 副官：マルコー中尉
国内の情報収集と治安活動が主任務。本部と複数の実動小隊からなる。通称は「陸情1課」。
国家公安を理由に情報統制や他機関への干渉が行えるなどの権限も持つ。また、軍部の予算を獲得するために動くなどといったことも行なっており、麻薬市場を経営しようと画策したこともあった。ただし、軍内の他部署に干渉する際は手続きを必要とするなど、憲兵的な役割は持っていない。
実動第1小隊「第1の大剣（クレイモア・ワン）」 - 隊長：スナブノーズ大尉
数十名の隊員で構成されている強襲制圧部隊。その第一義は恐怖を持って抑止力とする「民衆に恐れられること」であり、人質や周囲被害などを構わずに敵の完全滅殺を行う。敵の殲滅は徹底しており、基本的に捕虜を取る事をしない。犯罪事件の鎮圧任務でも、容疑者は逮捕せずその場で殺害する。投降した者や、まだ息のある者にもトドメを刺して回るほど。隊長以外は顔を隠しているのも特徴で、その理由は「個人が特定されなければ、人は残酷になれるため」とされる。
実動第2小隊「第2の曲剣（ダブル・ショーテル）」 - 隊長：ラインベルカ大尉
情報分析、情報操作などを行う部隊。
実動第3小隊「第3の隠剣（トライ・ダガー）」 - 隊長：デリル中尉
潜入捜査と工作などを行う部隊。
実動第4小隊「第4の巨斧（アックス・フォース）」 - 隊長：ゴールドマン大尉
公的機関への干渉と統制を行う部隊。例えば警察や消防などを指揮下に置ける権限を持つ。
第2課 - 課長：ラインベルカ少佐
国外の情報収集が主任務。防諜活動も担う。規模は不明。厳しい規律と上下関係が特徴。
その任務種別は第1課の実動第3小隊「トライ・ダガー」と類似するが、第2課は対象となる他国へ単独潜入ないし少数潜入をして帝国にとって対外的な諜報・防諜活動を行う。課員が国外の潜入任務で危機に陥った場合帝国軍からの支援は受け難いものとなるため、課内に厳しい規律が生まれている。
帝国の内情を他国に知らしめる工作任務も受け持つ。不可視の9番に関する事柄のいくつかは2課により捏造された情報である。
第3課 - 課長：ハンクス大尉
本作の中心であり、戦災復興が主任務。本部と1つの実動小隊からなる。構成員は6名と1匹。通称「陸情3課」および「パンプキン・シザーズ」。表向きの設立目的は戦災復興だが、実際には軍部が国家予算を獲得するため、国民に対して「戦災復興に力を入れている」と釈明する目的で設立された。
そのため常時には捜査・逮捕権すら与えられず、持ち込まれた任務の必要に応じてその度に権限を与えられるが、その権限も大して強くはないなど、形だけの部署である。そんな実情を知っている軍部内では「お祭り部隊」と小馬鹿にされているが、メンバーは任務を本気で成し遂げようと日夜奮闘している。
3課に配当される予算の大半は、課長であるハンクス大尉による臨時の権限の許可証発行の代金（賄賂?）に充てられている。ハンクスはその人脈と手腕で普通であれば難しい許可証の発行を可能としており、それゆえに本来無いはずの権限を3課が行使できる場合がある。ただし許可証は原則使い捨てであるため、あくまで必要に迫られた場合にのみハンクスが判断して発行する。 
実動小隊「パンプキン・シザーズ」 - 隊長：アリス・L・マルヴィン少尉
場合によって構成員が変わるが、基本はアリス少尉以下、オレルド准尉、マーチス准尉、ランデル伍長で編成される。名前の由来は「いかな外皮をも切り裂き断ち割るための南瓜抜き鋏」。ここで言う外皮とは権力・権威のことであり、分厚いカボチャの皮のような権力を指す。それを切り裂く鋏とは、すなわち戦災復興を妨害する権力者（人災）に立ち向かう機関という意味である。

#### 兵器局
「帝国工房（おそらく旧名）」とも呼ばれる。軍で使われる兵器或いは設備全般の開発・整備を行う部署。
共和国に対する敵意が強い陸軍の中でも特にそれが酷い傾向があり、例えば「左回しのネジが最初に共和国で発明されていたら、帝国は右回しのネジを開発しただろう」などといわれる。重要部品に関してはほとんどカウプラン博士の特許技術が幅を利かせているため、カウプラン機関からの資料提供を受けてから開発している。マルケイユ伯爵が開発室の副室長を務めている。
技術開発部技術開発班 - 主任：ウェブナー技術中尉待遇・三等文官
現在は情報部に出向しており、情報部で使う車両（戦車・装甲車なども含む）や銃器の装備・整備・開発を行っている。出向中といえど、あくまで兵器局系に属するため、1課でも安易に手が出せない。

#### 不可視の9番（インヴィジブル・ナイン）
戦時中に設立された900番台の部隊群の通称名。表向きは存在しないが、戦時中に前線ではこれらの部隊の情報が飛び交い、その結果「不可視の9番」と名付けられた。ゆえに正式名称ではない。また、この名称すら知る者はごく僅かである。
その実態は、およそ公には出来ない非人道的な兵器・装備をもって戦術を行う部隊であり、残酷な人体実験や兵器実験も行なわれていた。帝国に打診された帝立科学研究所が主導したが、そこには自身の永続化を望むカウプランの思惑もあった。停戦後も非公式部隊ゆえにこの部隊群の所属者は「存在しない」ため軍への復帰が認められず、社会外に放逐され、それがランデルのように各地を放浪したり、903CTTのように野盗団へ身を落とさざるを得ない者たちを生んだ。
なお、帝国では9と言う数字は初代皇帝が戦死した日として忌数とされており、その数字が部隊番号の頭に使われていること自体がこの部隊群の性質を表している。
901ATT (Anti Tank Trooper)
対戦車猟兵部隊。通称「命を無視された兵隊（ゲシュペンスト・イェーガー）」。戦時中、ランデルが所属していた。素体への施術、装備の選択、運用の傾向のすべてを｢カウプラン本人が自身の目的前段階としてプロデュースした」実験部隊。
鬼火のような青い火を灯すランタンと、「ドア・ノッカー」「三式装甲剥離鋏」の特殊装備や、手榴弾などで武装した軽歩兵部隊で構成される。敵味方問わず戦車乗りの間では「例えその瞳を灼かれても、例えその腕をもがれても、奴等は決して歩みを止めない。死沼へ誘う鬼火（ウィル・オー・ウィスプ）に導かれるまま、保身無き零距離射撃を敢行する」「焼硬鋼（ブルースチール）のランタンを持った歩兵と会ったら、味方と思うな。だが決して敵に回すな。そのランタンは持ち主の魂をくべる炉。奴らは蒼い鬼火と共にやって来る」という噂として有名で、その噂通りに敵戦車に接近し「ドア・ノッカー」で乗員を銃撃するか、三式装甲剥離鋏でハッチをこじ開け、直接殺害するという接近戦法をとる。
隊員は全員、殺人を行うためだけの思考回路を持つように脳改造を施されており、腰に下げたランタンに火を灯すとそのスイッチが入る。一度スイッチが入るとランデルの様な温厚な人間でも即座に殺戮兵器と化し、無言のままに任務を行う。また射線から外れるなど最低限の回避行動は取るが、基本的には目標へ直進するため、戦闘後は満身創痍となっているが、敵から受けた物ばかりではなく、運用法も満足に決められず試作・配備された装備による「自傷」も多かった。
装備
以下はランデル・オーランドが戦時中に使用した物。および戦後も所持していた物。
13ミリ対戦車拳銃「ドア・ノッカー (Door Knocker)」
901ATTの隊員が装備する単発の対戦車用超大型拳銃。オーソドックスな中折れ式のリボルバーを拡大したような外観で、銃身の下に木製の部品が取り付けられており、発射時にはそこに手を添える。装薬量が多く一発撃つだけでも銃身が過熱し素手では触れない程熱くなるため、901ATTの隊員は分厚い手袋を装備している。反動も相当の衝撃であるようだが、ランデルは片手撃ちしたこともある。
作中では人間の扱える限界とされる口径で、さらに実包をボトルネックにしているが、それでも装甲を貫くには絶対零距離射撃が必要となるため、装甲をノックする＝「ドア・ノッカー（扉叩き）」という名が付けられた。劇中では零距離なら確実に装甲を貫いているが、ライフリングが刻まれていない 滑腔銃であるため、有効射程は通常の拳銃よりも短く照星も付いていないなど、最初から901ATTの運用にあわせた特攻兵器として設計されている。装甲を貫いた弾丸はひしゃげており、内部の人間の肉体に当たると良くて大穴、部位（頭部など）によっては原形を留めないほどに粉砕される。
公式には戦車に近接するなど「常識的」には不可能であるうえ、帝国陸軍の理念にそぐわない対戦車兵器であることから、正式採用は見送られ「製造されなかった」ことになっている。劇中ではランデルの所持する物と、コルトゥ博士が壁に飾っていたレプリカの二丁のみが確認されている。3課に所属後も弾が不足する描写はないため、製造は続いているようだが詳細は不明。
現実に13mm弾を使用する対戦車ライフルのマウザー M1918があり、対戦車砲の3.7 cm PaK 36の蔑称が「ドア・ノッカー」である。また拳銃としては、ワルサーカンプピストルが太い銃身、シングルアクション、単発、中折れ式など、外見上及び機能上の共通点を多く持っている。
三式装甲剥離鋏
巨大なボルトカッタに類似した工具。長い柄は折りたたみ式になっており使用する際に展開する。本来は戦車の装甲を剥いだり搭乗口をこじ開けたりする工具だが、ランデルは人間に対しても使用したことがあり、本人の怪力により人体を容易く切断するだけでなく、振り回した鋏に当たっただけでも死傷するなど格闘武器としても有効に機能している。
ランデルが常にコートの中に携帯している物は「Marman-ccheda（マルマン・チェダ）」と彫り込まれている。
センティピード
ワイヤー付きの太い針を7本を車体に撃ちこむことで振り落とされても距離を離されないようにする装備。鎌にも例えられる形状の本体を左手首に固定する。
901は歩兵であり車両の速度に追従するのは不可能なうえ、取り付いても急激な動作で振り払われるなどドア・ノッカーの射程を維持するのが難しかったことから、一度車体に取り付いたら離されないようにする装備として開発された。
針一本を打ち出すのにドア・ノッカー用の実包（弾頭は抜いて空砲にしたもの）を2発使うため、肉薄状態ならば装甲に針を食い込ませる事が可能だが、発射時にワイヤーが切れたり針が刺さらないことも多く、一度に弾を14発も消費するなど効率は悪い。またワイヤーを巻き取る機構が無いため、引き離されることはないが取り付くには自力で行く必要があるなど、作中でも多数の欠陥が指摘されている。弾の装填はマガジン方式となっている。
導入当初から効果が疑問視されており使用期間の短い装備であったが、ワイヤーで繋がった901を痛めつけるために戦車を旋回させた事でワイヤーが履帯に絡み巻き上げられ、結果として素早く車体に取り付くことが出来たなど、一定の戦果を上げていた。
センティピードは正式な名称ではなく、履帯にワイヤーが絡み巻き上げられた際、使用者の装備や千切れた肉片、肉体そのものが大量に巻き付いた戦車の姿が「大百足（センティピード）」に似ていることからついた。
打ち出す衝撃で左手首が大きく損傷し、高速で走る戦車に地面を引き摺り廻されるなど、肉体へのダメージは非常に大きい。このためランデルは停戦時点で所持していたものの袋に入れたまま封印していた。
対戦車ライフル
開発名・口径漸減試験銃。正式名称はなく「アインシュス・ゲヴェーア（一発しか撃てない銃）」「50 OVER（フィフティ・オーバー）」という渾名で呼ばれている。
銃身が薬室から銃口にかけて口径を絞っていく構造になっているので火薬の威力が超高効率で発揮でき、発射された弾丸は絶大な初速と貫徹力を得る。その威力の代償として、射手の肩を破壊するほどの強烈な反動がある。
銃を使用した試験射手が二度と銃試験に関わらなくなったこと、絞られて尚銃口が50口径を超えていることから前述の渾名が付いていた。しかし、901に配備された物はカウプラン機関排斥による技術力低下で発射時の負荷に比しあまりにも銃身の強度が不足しており、常に暴発の危険性を孕んでいる。結果渾名は「運良く一発撃てても二発目には必ず暴発する」「暴発確率50%オーバー」と別の意味で取られるようになった。
「ツヴァイシュス・ゲヴェーア(二発しか撃てない銃)」と呼ばれるマウザー M1918と、口径漸減方式を使ったゲルリッヒ砲がモデル。
戦闘服
901ATTの隊員は制服は基本的には陸軍の一般的な歩兵と変わらない。左腕に部隊章の付いたロングコートと額部分が補強された帽子、銃の熱から手を保護する分厚い手袋という軽装備のため、戦闘があると確実に負傷している。ランデルが初登場した第一話のコマでは全て身につけていたが、3課に合流する直前には帽子はかぶっていなかった。
焼硬鋼（ブルースチール）のランタン
901ATTの隊員がベルトの左腰部分に下げているランタンで、「蒼い鬼火の噂」通り901ATTを象徴するような存在。これに蒼い火を灯すと、一切の恐怖を感じなくなり、正気を失ったかのように敵に向かって突き進み、たとえ相手が命乞いをしようと、自らの足が折れようと無言のままに任務を行う。
内部には自動巻充電装置と無線式信号発信機が仕込まれており、隊員の脳内に仕込んだ受信機に信号を送る事で施術した脳神経経路を励起する。上部に【901ATT】と刻印されたプレートがあるが、これは部隊内で提起されて付けられた物で、使用目的以上に仲間同士の繋がりを示す品である。

903CTT (Chemical Tactics Trooper)
化学戦術部隊。通称「死灰を撒く病兵（クランクハイト・イェーガー）」。ヴォルマルフ中尉が所属。
空中散布式戦術毒「K-3（キルヒ3号）」など、化学兵器を封入した弾頭を使用する。扱う薬品の影響で倒れる兵士も少なくなかった模様。所属していた「灰色の狼」は他にも硫酸弾などを用いた。登場していた戦車が制式なのかは不明。
装備
キルヒ3号（K-3）
空中散布式の戦術化学兵器。砲弾の形状で使用される。抵抗力の強い者には効果がないものの、そうでない者は20時間以内に抗体を打たないと死に至る。このような兵器は国際条約違反であるという。
数年前、カウプラン機関によって試作品の耐性検査薬「キルヒ1号」の散布実験が帝都内の0番地区において実行された。

906FTT
通称「翼無き降下兵（ファルシルム・イェーガー）」。名称以外は登場しておらず、実在していたのか噂なのかも不明。
908HTT
通称「単眼の火葬兵（アルト・シュミート・イェーガー）」。ハンスが所属。
耐熱防護服を身に纏い、火炎放射器を使用する部隊。
防護服の断熱は完全でないため自身の肉体をも損傷してしまうが、服の中に満たされた「保護液」に含まれる麻酔薬により熱を感じることなく戦うことができる。このことは隊員たちに知らされてはおらず、完璧な断熱効果があると騙されていた。そのため、蓄積されていたダメージが限界に達した状態で防護服を脱ぐと皮膚がただれ落ち、死に至る。ハンス以外の部隊員は停戦時に何も知らぬまま装備を解いたため、「保護液」と防護服の助けを失い死亡している。それを目撃したハンスは停戦後から一度も防護服を脱がず、食事や排泄を行う際も器具の助けを得て生活を続けていた。
装備
火焔放射兵装（フレイム・スロウワー）
通称通り円形の窓が付いたヘルメットと分厚い防護服に加え、燃料タンクを背負っていため潜水服のような外観である。また燃料を放射する銃の部分はポンプアクションで点火用の火花を発生させる構造となっており、作中の他兵器と比べて現代的な外観である。本来は障害物の除去など工兵向け装備だったが、水でも消せない火焔を生み出すことができる所から、マーチス曰く「やっちゃいけない殺し方ができる」ため、人道に悖る戦いを禁忌とする帝国では公式上、廃止された。
防護服は拳銃弾程度なら耐えられるが、至近距離からのライフル弾には耐えられなかった。
保護液（ほごえき）
908HTTの装備する防護服内に充填された薬品。特殊な麻酔薬で、使っている間は痛覚が鈍磨し、熱を感じなくなる。研究を進めれば広面積の火傷治療に役立つ可能性があったが、「カウプランの研究目的にそわない」為研究は中止となった。

### 帝国の機関・地域
帝立科学研究所（カウプラン機関）
帝国の技術開発研究機関。同様の機関である帝国工房とは異なり、カウプラン個人のために作られたという向きが強く、「カウプラン機関」とも呼ばれる。数多くの核心技術とそれに伴う特許を出し、現在の帝国の地位の一端を築いた。「不可視の9番」を主導するなど帝国陸軍の軍事技術面でも多大な影響を持つ。カウプラン本人以外にも、ここに所属する研究員を「カウプラン」と呼ぶことがあり、ミュゼのようにその名を継いだ者もいる。
経済管理庁
帝国における経済政策を一手に担う官庁。よってその政治的権限はかなり大きいものと推測される。
舞踏会事件でパウロ侯爵が汚職で辞職し、現長官はホースト侯爵となっている。
執政部儀典局
西方諸国同盟合同会議で式典から、首都の警備まで全ての公的活動を司る。合同会議に介入したい陸軍（特に情報部）とは反目しあう。局長はギルマン。儀仗兵の他、蒼華聖剣隊、紅華聖銃隊、聖鎧鉄甲騎士団等の部隊を保有しているが軍以上に貴族的思考・発想が強い。戦車を装備していた聖鎧鉄甲騎士団は「偽英落馬」の際真っ先に抗・帝国軍と戦うが、攻撃前に名乗りを行った為次々と撃破される。
0番地区（オーランド）
帝国にいくつかある地区。帝都にも存在する。通称「オーランド」。
停戦直後の混乱期に犯罪組織を封じ込めるため、「柵の無い檻」として国があえて統治を放棄した地区。そのため区画整理なども行われず広大なスラム街と化している。国の統治放棄により公権力の一切が入らないため、ここで何をしようと公の罪には問われない弱肉強食の無法地帯である。しかし、公権力が及ばないとはいえ、大抵の場合いくつかの組織によって分割統治されているため(例えば帝都は4強と呼ばれる組織群が統治)、時に抗争があるものの秩序は保っている。それゆえ、通称の「オーランド」には"国"の意味がある。
帝都にある地区はランデルの出身地で、彼の苗字の「オーランド」はこれが由来。
回転草の兄弟団（タンブル・ウィード）
0番地区内のストリートチルドレンの一部が結成した相互扶助の集まり。元々社会的・経済的基盤のない子どもにとって0番地区は非常に厳しい場所な為、子ども同士が助け合った事から始まった。
メンバーは互いを兄弟・身内と認識して助け合い、より幼い者たちを助けると言う形態。巨大化して0番地区を仕切る組織に目を付けられないよう「ガキとは呼べない歳になったら卒業する」ルールがある。
カルッセル
帝国領。帝国と共和国との間に位置する国境付近の町。代々アーヴィー家の領地で、現在の地名である「カルッセル」は、移動遊園地に感動した先代の領主によって、回転木馬にちなんで名付けられる。後にそれは町に張り巡らされた軌道装甲列車を暗示することとなる。
戦争中は一時期共和国に支配されたが奪還され、特殊軌道装甲列車の試験運転が行われるようになる。戦争終結後は、条約で軍の立ち入りができなくなったため、帝国陸軍から分離した独立国境警備隊の管轄となり、装甲列車を用いて事実上、帝国から隔離して町を支配している。
戦時下に統治権が国家（軍部）に移り、アーヴィー家領ではなくなる。停戦後、軍撤退で統治権がアーヴィー家に戻りそうだったがアーヴィーは爵位を継がず、結果、トップは区長となる。しかし、先に述べた通り現状は警備隊長となったアーヴィーによって支配されている。

### 諸外国関連
西方諸国同盟（ネビュロ）
帝国やローデリアを含んだ西方諸国による国家連合。東方の強国に対抗する為に「西方それ自体が一つの強大な国家」として機能することを目的とし、帝国は軍事力と技術力、その他の国が資源を提供すると言う形を取っている。判明している構成国は「帝国」「ローデリア」「ガーラント」「マリステル」「ヴュスコ」「マゼンタル」の6カ国。
体面にこだわりすぎて時代に取り残されつつある帝国はその軍事的優位性が失われつつあり、また技術力も「カウプランの宿題」と呼ばれるサブマリン特許以外にはほとんどないため、帝国以外の各国は（一部の国を除いて）特許の解放を帝国に迫っている。
西方諸国合同会議
数年に一度、西方諸国の政治的、経済的議題を話し合う会議。それらに付随して西方諸国内の事務レベルを含めた技術・文化等の交流・情報交換会も開催される。更に期間中は外国人が増える事もあって無届で行われる会合も存在する。
ローデリア王国
農業立国。国王はバザルト。対外的には近衛兵の派遣などを行い、特に帝国に対しては農業技術の提供などを行っている友好国。西方諸国同盟の中でも大国の部類に入る。内政においては「ローデリアの歴史は農民内乱の歴史」と呼ばれたり、より強い者による王位継承のためという理由から王族の子達が互いに謀略を持って潰し合うという因習がある。先王の時代にアリスの祖父が内乱鎮圧を手伝った関係から、ローデリアの貴族とマルヴィン家には交友関係が築かれている模様。
父王のバザルトを第一子・プルミエが籠絡し、現在の国政は事実上プルミエが掌握している。
フロスト共和国
帝国および西方諸国と長きに渡って戦争をしていた資源大国。帝国の北方に位置し、多くの場合、単に「共和国」と呼ばれる。現在は停戦中とは言え、戦時捕虜の未返還など未だ問題が残っており、また帝国では軍民問わずに共和国の技術のみならず、音楽などの文化までを敵性対象とするなど、険悪な関係である。国境沿いの街などは戦争のたびに獲ったり獲られたりの繰り返しで取り残された住民や混血児に対しての差別・排斥が問題となっている（ランデルの義父が共和国人との混血だったように帝国側も同様）。
帝国が自らの技術力を誇り、相手のそれを軽んじて排斥しようとする（面子に拘る）のに対して、元々資源には恵まれていた事もあり、発展のためには帝国の技術や人員でも貪欲に取り込もうとする傾向を持つ。また、帝国と同様に新しい技術と以前から存在する旧来からの技術との軋轢も生じている。
軍の一部が人身売買に関与している可能性が作中で描かれ、共和国軍情報部が対策班を組んで内部調査している。
主な特徴として銃は拳銃から小銃まで輪胴弾装（リボルバー）やペッパーボックス・ピストル等、回転式の連発機構を採用している。帝国製連発拳銃は多くても中折れ式4連発の為、リロードの時間こそ勝るが持続射撃力に劣るという点があり、帝国側の実戦部隊でも新型の連射機構装備銃が実用化されるまでの繋ぎとしてでも輪胴弾装の採用を求める意見が出ている。
嘴（クリウーフ）
フロスト共和国の犯罪組織。カルッセルの人身売買に関わり、ブランドンに協力する。
ヴィッターは装備から共和国軍と関係のある組織か、共和国軍その物であると推測している（ブランドンは単なる犯罪組織だと考えていた）。本来「商品」としては大した値がつかない成人男性まで買い取っていた理由は「『不可視の9番を模倣した実験部隊』を作る為の被験者集め」が目的であった。カルッセルのルートを潰されたことから国内で差別を受けている帝国系混血児（成人も含む）を、組織参入を望む他の裏組織に集めさせている。

### その他
「銀の車輪」結社
その目的およびメンバーなどはほとんどが不明。いまだ実体が知れない組織であるが、その影響力を徐々に伸ばしている。メンバーは仮面で顔を隠し、右手を左胸に当てる独特の挨拶を行うのが慣わしである。肩書きなどに「百輻（スポーク）」や「車軸（シャフト）」など、車に関する名称を用いる特徴がある。最高は「客室（キャビン）」。
表舞台にはほとんど出てこないようだが、その力は凄まじく、かつて戦争を焚きつけたこともある。（ただしその戦争は結社の予想外の方向へと向かい、結社自体も終息のために無駄な体力を使う結果となった）
陸情1課や経済管理庁にも協力者がおり、拝命十三貴族にもシンパを送り込もうと画策している。また、ウォルキンス子爵の戦車やミヨンの小銃など、武器や兵器の技術力は帝国を一歩上回っている（部品の加工精度は正規の兵器よりも質は劣っている）。陸情1課からは暫定的に「組織X」と呼ばれている。
抗・帝国軍（アンチ・アレス）
西方諸国同盟合同会議開催中の帝都の水面下で動く武装組織。「銀の車輪」の計画の一要素でもあり、ビロゥズが直接的に関わっている。
サソリのマークが目印でメンバーはその体に刺青を彫っている。また、裏で活動する際には包帯で顔を覆い隠している一方で部隊名・コード名にも似た名前が各々に与えられ識別されている。近接・白兵部隊は「蠍の剣（レサト）」、通信工作部隊は「蠍の毒（シャウラ）」、中距離・銃砲部隊は「蠍の尾（サルガス）」と接頭が継ぎ、9001で始まる番号が続く。
「儀式」と呼ぶリンチによって殺された死体が、ランデルとロジャーに偶然見つかったことが1つのきっかけとなり陸軍情報部と接点を持つこととなる。その後西方諸国同盟合同会議が行われている会場を占拠し、高々機動戦術装甲車「蠍の類型（グラフィアス）」や、陸上戦艦「蠍の王冠（イクリル・アル・アクラブ）」を使って帝都を破壊、帝国陸軍が使用している通信網を乗っ取る。
メンバーは一部を除き、かつて帝国の侵略を受けた小国の末裔。その多くが有形・無形の差別を受けており、それらをビロゥズに掘り起こされて参加した。事の成否にかかわらず、日没と共に全員が自決する決まりになっている。
蠍の類型（グラフィアス）
結社より提供された装輪戦車。結社での試作呼称は「高々機動戦術装甲車」。
六輪駆動の中型装甲車だが、独立懸架サスペンションや六輪式の四輪操舵機能により高い機動性を有する。武装として主砲に加え多数の近接散弾発射口を備え、索敵手用に収納式のペリスコープも有する。
最大の特徴として、音響式の操縦手視覚補助システムを有している。これは操縦手以外の車体乗員(操縦補助手、左右索敵手)へ配されたペダルに連動するブザー音が操縦手のヘッドセットへ送られるというもので、音の種類と踏み加減の強弱により視界外の地形を疑似的に把握する事が可能となる。これにより入り組んだ市街地でも俊敏に移動できる反面乗員への負担は非常に大きく、戦闘用の高機動時には薬物投与が前提となる。
蠍の王冠（イクイル・アル・アクラブ）
コルトゥ博士が設計し結社より提供された巨大戦車。モデルは陸上巡洋艦P1000。
城塞じみた巨体に戦艦並みの連装砲塔を始め複数の武装と測距儀を備える装甲指揮所、気球による着弾観測装備まで配置した陸上戦艦とでも言うべき巨大戦車。動力はガスタービンエンジン4機、補助ディーゼルエンジンで発電しモーターで駆動する。
統合見解者（スクリプター）
例えば不正経理など、わずかにでも不自然なものを感じ取ったり、あるいは一部の情報から全体像を見出したり、または欠損したデータを復元するなどの特異な才能を持った人物のこと。正式な学術用語ではなくある小説家の造語。あくまでその感性によって違和感を抱いたり、より妥当だと思われるものを当てはめているものが「偶々正解になる事が多い」だけで、ロジックで答えを見つけているわけではない。また前提となる感性は音楽や血など様々で、優劣はないという。常に無難な答え（つまり、世界にとっての平均値）を選ぶために、ある意味「究極の凡人」とも言える。
作中に登場している統合見解者は、リリ・ステッキン、ケルビムの副官、ミュゼ・カウプランの助手の3名。

## 書誌情報
本編
1. 2004年6月17日発行、ISBN 4-06-334879-2
2. 2004年7月16日発行、ISBN 4-06-334889-X
3. 2005年3月17日発行、ISBN 4-06-334977-2
4. 2005年8月17日発行、ISBN 4-06-372057-8
5. 2006年6月16日発行、ISBN 4-06-372163-9
6. 2006年10月17日発行、ISBN 4-06-372214-7
7. 2007年5月17日発行、ISBN 978-4-06-372297-0
8. 2007年9月14日発行、ISBN 978-4-06-372354-0
9. 2008年3月19日発行、ISBN 978-4-06-375463-6
10. 2008年9月17日発行、ISBN 978-4-06-375521-3
11. 2009年4月17日発行、ISBN 978-4-06-375691-3
12. 2009年11月17日発行、ISBN 978-4-06-375824-5
13. 2010年6月17日発行、ISBN 978-4-06-375917-4
14. 2011年2月17日発行、ISBN 978-4-06-376003-3
15. 2012年1月17日発行、ISBN 978-4-06-376143-6
16. 2012年9月17日発行、ISBN 978-4-06-376691-2
17. 2013年6月17日発行、ISBN 978-4-06-376822-0
18. 2014年6月17日発行、ISBN 978-4-06-377001-8
19. 2015年4月17日発行、ISBN 978-4-06-377149-7
20. 2016年2月17日発行、ISBN 978-4-06-377329-3
21. 2017年8月17日発行、ISBN 978-4-06-393229-4
22. 2018年9月14日発行、ISBN 978-4-06-512360-7
23. 2019年11月15日発行、ISBN 978-4-06-517629-0
24. 2024年8月16日発行、ISBN 978-4-06-536088-0

パンプキン・シザーズ：パワー・スニップス（Pumpkin Scissors：Power Snips）
月刊少年マガジン+（増刊号）にて、皇月ノブの作画で連載中の外伝。本編の裏話や登場したサブキャラの日常・その他を描く。
1. 2014年6月17日発行、ISBN 978-4-06-377003-2
2. 2019年3月15日発行、ISBN 978-4-06-514920-1

## テレビアニメ
UHFアニメとして、2006年10月より放送された。全24話。本編終了後のエンディングテーマと次回予告は雰囲気が大きく変わる演出がされており、次回予告は声優全員が明るく楽しげな演技に切り替えている。

### スタッフ
- 企画 - GONZO
- 監督 - 秋山勝仁
- シリーズ構成 - 冨岡淳広
- キャラクターデザイン - 日下部智津子
- メカニックデザイン - 原修一
- 戦車デザイン - 村田峻治
- 美術監督 - 高橋麻穂
- 色彩設計 - 大内綾
- コンポジットディレクター（撮影監督） - 中島秀剛
- 3DCGIディレクター - 吉岡智和
- 編集 - 大竹弥生
- 音響監督 - 渡辺淳
- 音楽 - 大谷幸
- 取材提供 - 独立行政法人 水資源機構 下久保ダム管理所
- プロデューサー - 川原陽子
- アニメーションプロデューサー - 福家日左夫
- アニメーション制作 - GONZO×AIC
- 製作 - イズミプロジェクト

### 主題歌
オープニングテーマ「蒼き炎」
作詞・唄 - 高橋洋子 / 作曲 - 大森俊之
エンディングテーマ
「マーキュリー★GO」（第18話以外）
作詞 - マイクスギヤマ / 作曲 - 根岸貴幸 / 唄 - ステッキンと愉快な仲間たち（植田佳奈・三宅健太・小川一樹）
- 軍事アニメのイメージとは離れた、とても楽しげな雰囲気に仕上げられている。

「パンプキン音頭」（第18話のみ）
作詞 - 南瓜軍曹 / 作曲 - 大谷幸 / 唄 - ステッキン曹長（植田佳奈）
- 第18話でステッキンがマーキュリー号の前で練習していた（しかもオーランドに見られてしまった）歌が、そのまま当事回のエンディングになったもの。こちらも軍事アニメのイメージとは離れた、盆踊り風の仕上がりになっている。なお、このメロディーはインターネットラジオ『ラジオ パンプキン・シザーズ こちら陸情3課放送局』第20回に植田が出演した際、自身の原案によるものであったことを明かしている。

### 各話リスト
| 話数       | サブタイトル                 | 脚本         | 絵コンテ        | 演出       | 作画監督                                    |
| ---------- | ---------------------------- | ------------ | --------------- | ---------- | ------------------------------------------- |
| Episode:1  | 不可視の9番                  | 冨岡淳広     | 秋山勝仁        | 仁昌寺義人 | 日下部智津子                                |
| Episode:2  | 戦災復興部隊                 | ほそのゆうじ | 稲垣隆行        | 遠藤広隆   | 菅沼栄治                                    |
| Episode:3  | 其は貴きものなりて           | 神山修一     | 岩田義彦        | 岩田義彦   | 中島渚                                      |
| Episode:4  | ヒビ割れた肖像               | ほそのゆうじ | 越智博之        | 小高義規   | 村田峻治                                    |
| Episode:5  | あさはかな者達（おとこたち） | 福嶋幸典     | 仁昌寺義人      | 仁昌寺義人 | 山本佐和子                                  |
| Episode:6  | 豊饒（ほうじょう）な時間     | 神山修一     | 岩田義彦        | 米田和博   | 小暮昌広                                    |
| Episode:7  | 踊る者踊らされる者           | 冨岡淳広     | 阿部雅司        | 阿部雅司   | 菅沼栄治                                    |
| Episode:8  | 雪原に燃えて                 | ほそのゆうじ | 越智博之        | 岩田義彦   | 村田峻治                                    |
| Episode:9  | 朝霧の女                     | 福嶋幸典     | 秋山勝仁        | 仁昌寺義人 | 日下部智津子                                |
| Episode:10 | カボチャとハサミ             | 神山修一     | 田中雄一        | 唐戸光博   | 中島渚                                      |
| Episode:11 | 静かなる胎動                 | 冨岡淳広     | 狩生豊          | 遠藤広隆   | 小暮昌広                                    |
| Episode:12 | 見えざる痛み                 | 冨岡淳広     | 阿部雅司        | 阿部雅司   | 原修一                                      |
| Episode:13 | 粗野にして美味               | 神山修一     | 米田和博        | 米田和博   | 菅沼栄治                                    |
| Episode:14 | 焔、いまだ消えず             | ほそのゆうじ | 越智博之        | 武山篤     | 村田峻治                                    |
| Episode:15 | 迷走する選択                 | 福嶋幸典     | 岩田義彦        | 岩田義彦   | 清水裕輔                                    |
| Episode:16 | 斬り裂きし者                 | 冨岡淳広     | 田中雄一        | 小高義規   | 日下部智津子（レイアウト） 寺野勇樹（原画） |
| Episode:17 | なお救われぬ闇たち           | ほそのゆうじ | 越智博之        | 浅井義之   | 合田浩章                                    |
| Episode:18 | 小さな戦力                   | 神山修一     | あおきえい      | 仁昌寺義人 | 小暮昌広                                    |
| Episode:19 | 甘い罠                       | 冨岡淳広     | 阿部雅司        | 阿部雅司   | 原修一                                      |
| Episode:20 | 演者入場                     | 神山修一     | 狩生豊 木村隆一 | 唐戸光博   | 清水裕輔                                    |
| Episode:21 | 木偶と偶像                   | ほそのゆうじ | 田中雄一        | 武山篤     | 田中雄一                                    |
| Episode:22 | 孤独な天秤                   | ほそのゆうじ | 越智博之        | 浅井義之   | 村田峻治                                    |
| Episode:23 | そして甘い罠                 | 福嶋幸典     | 千明孝一        | 米田和博   | 菅沼栄治                                    |
| Episode:24 | 軍人・平民・貴族             | 冨岡淳広     | 稲垣隆行        | 仁昌寺義人 | 日下部智津子                                |

### 放送局
| 放送地域 | 放送局               | 放送期間                       | 放送日時                                               | 放送系列   | 備考             |
| -------- | -------------------- | ------------------------------ | ------------------------------------------------------ | ---------- | ---------------- |
| 埼玉県   | テレ玉               | 2006年10月2日 - 2007年3月19日  | 月曜 26:00 - 26:30                                     | 独立UHF局  |                  |
| 神奈川県 | tvk                  | 2006年10月2日 - 2007年3月19日  | 月曜 26:15 - 26:45                                     | 独立UHF局  | [ 注 15 ]        |
| 三重県   | 三重テレビ           | 2006年10月2日 - 2007年3月19日  | 月曜 27:00 - 27:30                                     | 独立UHF局  |                  |
| 京都府   | KBS京都              | 2006年10月3日 - 2007年3月20日  | 火曜 26:00 - 26:30                                     | 独立UHF局  |                  |
| 兵庫県   | サンテレビ           | 2006年10月3日 - 2007年3月20日  | 火曜 26:10 - 26:40 火曜 26:05 - 26:35                  | 独立UHF局  |                  |
| 東京都   | TOKYO MX             | 2006年10月6日 - 2007年3月23日  | 金曜 25:30 - 26:00                                     | 独立UHF局  |                  |
| 千葉県   | チバテレビ           | 2006年10月7日 - 2007年3月17日  | 土曜 25:35 - 26:05                                     | 独立UHF局  |                  |
| 日本全域 | ミランカ             | 2006年11月3日 - 2007年4月13日  | 金曜 3:00 - 3:30 金曜 11:00 - 11:30 金曜 19:00 - 19:30 | ネット配信 |                  |
| 日本全域 | AT-X                 | 2006年12月13日 - 2007年5月23日 | 水曜 11:30 - 12:00                                     | CS放送     | リピート放送あり |
| 日本全域 | フレッツ・スクウェア | 2007年2月15日 - 3月22日        | 木曜 15:00 更新                                        | ネット配信 | 4話連続放送      |

### 関連番組
ラジオ パンプキン・シザーズ こちら陸情3課放送局
音泉にて配信されていたインターネットラジオ番組。パーソナリティはアリス役の伊藤静。

### ドラマCD
Pumpkin Scissors Dramatic CD 天然緑黄色
2007年3月23日発売。オリジナルドラマの他、植田佳奈の歌ったエンディングテーマや挿入歌を収録。
パンプキン・シザーズ ドラマCD -SNOW VACATION-
2007年4月11日発売。

## その他
ケータイ向け配信
- 帝国陸軍情報部第3課 パンプキン・シザーズ(2Dアクションゲーム[3]、配信：講談社、リリース：ナツメ)